# José García Padrón
José García Padrón (Arucas, Gran Canària, 23 de març de 1958) és un jugador d'escacs canari que té el títol de Mestre Internacional des de 1978. És germà de la també escaquista María del Pino García Padrón.
Fou campió d'Espanya absolut el 1983, a Las Palmas, superant Juan Mario Gómez; fou el tercer escaquista canari en aconseguir-ho, després d'Ángel Fernández el 1967 i José Miguel Fraguela el 1975.
Considerat el millor jugador canari de tots els temps, ha jugat especialment a les Illes Canàries, on ha guanyat nombrosos torneigs. El 2017 va guanyar el II Torneig de Setmana Santa Isla Bonita. El 2019 guanyà el torneig obert Illa de Lanzarote.